# Andoniaina Andriamalala
Andoniaina Andriamalala (sinh ngày 8 tháng 3 năm 1985) là một cầu thủ bóng đá người Madagascar hiện tại thi đấu cho Ajesaia.